# Sierra De Fonfría
Sierra De Fonfría este o arie protejată (arie specială de conservare — SAC, sit de importanță comunitară — SCI) din Spania întinsă pe o suprafață de 11.338,7 ha, integral pe uscat.

## Localizare
Centrul sitului Sierra De Fonfría este situat la coordonatele 40°57′06″N 1°04′41″W / 40.9517°N 1.07804°V.

## Înființare
Situl Sierra De Fonfría a fost declarat sit de importanță comunitară în iulie 2000 pentru a proteja 2 specii de animale. Situl a fost protejat și ca arie specială de conservare în februarie 2021.

## Biodiversitate
Situată în ecoregiunea mediteraneană, aria protejată conține 10 habitate naturale: Pajiști alpine și subalpine calcaroase, Păduri iberice de Quercus faginea și Quercus canariensis, Iazuri temporare mediteraneene, Pajiști umede mediteraneene cu ierburi înalte de Molinio-Holoschoenion, Păduri termofile cu Fraxinus angustifolia, Păduri de stejar galițio-portugheze cu Quercus robur și Quercus pyrenaica, Pajiști uscate seminaturale și facies de acoperire cu tufișuri pe substraturi calcaroase (Festuco-Brometalia) (* situri importante pentru orhidee), Galerii de Salix alba și de Populus alba, Lande oro-mediteraneene cu formațiuni endemice de grozamă, Păduri endemice cu Juniperus spp..
La baza desemnării sitului se află mai multe specii protejate de  nevertebrate (2): Austropotamobius pallipes, Graellsia isabellae.
Pe lângă speciile protejate, pe teritoriul sitului au mai fost identificate 11 specii de plante, 24 de specii de păsări, 6 specii de amfibieni, 4 specii de mamifere, 1 specie de reptile.